# Gurania pseudospinulosa
Gurania pseudospinulosa är en gurkväxtart som beskrevs av Célestin Alfred Cogniaux. Gurania pseudospinulosa ingår i släktet Gurania och familjen gurkväxter. Inga underarter finns listade i Catalogue of Life.